# Chandos Anthems

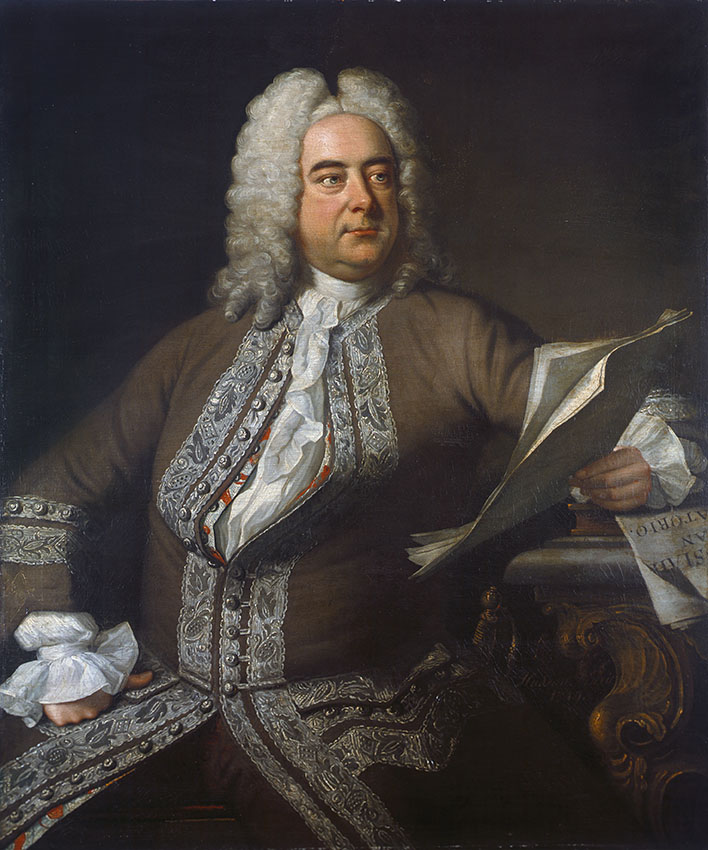
Georg Friedrich Haendel peint par Thomas Hudson en 1741.

Les Chandos Anthems sont onze antiennes composées par Georg Friedrich Haendel entre 1717 et 1718 alors qu'il réside à Cannons chez le duc de Chandos, James Brydges.
La distribution est variée, les œuvres sont écrites pour solistes, chœur, cordes et quelques vents solistes. Elles amalgament des éléments d'origine éclectique : choral luthérien d'origine germanique, musique religieuse catholique d'inspiration vénitienne, antienne dans la tradition d'Henry Purcell, sonate italienne. Haendel y emprunte à ses ouvrages antérieurs, et elles serviront à leur tour pour alimenter d'autres compositions. Certaines furent remaniées pour les musiciens de la Chapelle Royale d'Angleterre.

## Structure
Les Chandos Anthems sont au nombre de onze :
1. O be joyful en Ré Majeur, HWV 246
2. In the Lord put I my trust en ré mineur, HWV 247
3. Have mercy upon me, O God en ut mineur, HWV 248
4. O sing unto the Lord en Fa Majeur, HWV 249 a/b
5. I will magnify thee, O God en La Majeur, HWV 250 a/b
6. As pants the hart en mi mineur, HWV 251 a/b/c/d
7. My song shall be alway en Sol Majeur, HWV 252
8. O come let us sing unto the Lord en La Majeur, HWV 253
9. O praise the Lord with one consent en Mi bémol Majeur, HWV 254
10. The lord is my light en sol mineur, HWV 255
11. Let God arise en Si bémol Majeur, HWV 256 a/b